# Гласуване
Гласуването се използва при група от избиратели за вземане на решения в зависимост от позицията на мнозинството от избирателите, или за изразяване на изрично становище. Обикновено това е в дискусии и дебати по различни въпроси, или на избори.
Гласуването е важна част от демократичния процес.